# Полтава
Полтава (на украински: Полтава) е град в Североизточна Украйна, административен център на Полтавска област.

## География
Разположен е на река Ворскла, ляв приток на Днепър. Населението на града е около 313 000 души (2004).

## История
Първите писмени сведения за града са от края на 12 век. От 14 век градът е част от Великото литовско княжество, а от 1569 г. – от Жечпосполита. Завладян е от Русия през 1667 г.
На 8 юли (27 юни стар стил) 1709 г. руският цар Петър I с 45-хилядна армия нанася решително поражение на шведския фелдмаршал Реншелд, разполагащ с 29 хиляди войници (вижте Полтавска битка).
По време на Киевска Рус градът е известен като Лтава. В периода 1648-1775 градът е столица на Полтавския регион. В началото на 19 век век градът започва да бъде застрояван с нови удивителни сгради в стил барок и провинционален класицизъм. Едни от най-знаменитите сгради са тези на Първото градско училище, кадетското училище и градинарското училище. През 1870 година до града достига първата железопътна линия.

## Туризъм

### Забележителности
- Литературен музей Котляревски
- Авиационен музей
- Градски музей (един от най-старите в страната)
- Музей на изкуствата Ярошенко

## Личности
Родени в Полтава
- Иван Котляревски (1769 – 1838), писател, поет
- Симон Петлюра (1879 – 1926), политик
- Зоя Яшченко (р. 1964), певица
- Николай Ярошенко (1846 – 1898), художник
- Дмитрий Иваненко (1904 – 1994), физик-теоретик

## Побратимени градове
- Велико Търново, България
- Краснодар, Русия
- Люблин, Полша
- Ница, Франция
- Остфилдерн, Германия
- Филдерщат, Германия